# مارينا تاركوفسكايا
مارينا أرسينييفنا تاركوفسكايا (بالروسية: Марина Арсеньевна Тарковская؛ 3 أكتوبر 1934 - 11 يونيو 2024) كاتبة وناقدة روسية. ولدت في موسكو في 3 أكتوبر 1934، وكانت الأخت الصغرى لأندريه تاركوفسكي. توفيت تاركوفسكايا في 11 يونيو 2024، عن عمر يناهز 89 عامًا.

## روابط خارجية
- مارينا تاركوفسكايا في قاعدة بيانات الأفلام على الإنترنت